# Кущовик квінслендський
Кущовик квінслендський (Sericornis keri) — вид горобцеподібних птахів родини шиподзьобових (Acanthizidae). Ендемік Австралії.

## Поширення і екологія
Квінслендський кущовик є ендеміком Австралії. Він мешкає на південно-східному узбережжі півострова Кейп-Йорк, у високогірних тропічних лісах на висоті 600-1600 м над рівнем моря.